# Paoliella longirostris
Paoliella longirostris är en insektsart som beskrevs av Quednau 1974. Paoliella longirostris ingår i släktet Paoliella och familjen långrörsbladlöss. Inga underarter finns listade i Catalogue of Life.